# Guillermo Pérez Roldán
Guillermo Pérez Roldán (Tandil, Argentina, 20 de octubre de 1969) es un exjugador argentino de tenis. Se desempeñó como profesional en los años 1980 y 1990.
Profesional desde 1986, obtuvo un total de 9 títulos en su carrera (todos ellos en la modalidad de individuales) y alcanzó el puesto N.º 13 del ranking mundial en 1988. Obtuvo su primer título en Múnich en el año 1987, año en el que lograría dos títulos más. Con un estilo de juego netamente preparado para las canchas lentas, tuvo pocas incursiones sobre pistas rápidas y sus 9 títulos y 11 finales en torneos de ATP fueron todos sobre canchas lentas.
Su mejor actuación en un Grand Slam fue en 1988, cuando alcanzó los cuartos de final de Roland Garros, luego de superar en octavos al sueco Stefan Edberg y caer ante el estadounidense Andre Agassi. En ese mismo torneo alcanzó en otras dos oportunidades los octavos de final. Su única participación en otro torneo de Grand Slam fue en el US Open, donde alcanzó la tercera ronda en 1988 y cayó en primera en 1989. El tenista estadounidense John McEnroe, había mostrado su disgusto en 1988 por haber sido clasificado por debajo de Pérez Roldán en el US Open, a pesar de que este último no contaba con ninguna victoria sobre canchas rápidas. Sin embargo, Pérez Roldán terminó avanzando más que McEnroe en el torneo.
En 1988, aun siendo adolescente, alcanzó la final en el torneo de Roma, uno de los torneos sobre tierra batida más importantes después de Roland Garros. En la final cayó ante el checo Ivan Lendl luego de 5 disputados sets. Su carrera como júnior fue excelente adjudicándose en dos ocasiones (1986 y 1987) el torneo júnior de Roland Garros (siendo el primer argentino en lograrlo) y obteniendo el premio Rolex Rookie del Año 1988, sin dudas, gracias a sus actuaciones en Roland Garros y en el Abierto de Italia. Hasta el momento se encuentra en el puesto Nº10 dentro de los adolescentes con más títulos (5) en la historia del tenis.
Fue miembro del equipo argentino de Copa Davis entre 1988 y 1993. Su récord en singles es de 3-5. A comienzos de los años 1990, su carrera se vio afectada por lesiones, y en 1996 se retiró debido a una lesión crónica en su muñeca derecha. En el 2000 obtuvo el Premio Konex como tenista de la década, compartido con 5 colegas más. Tras su retirada fue entrenador de jugadores como Mariano Puerta y Martín Vassallo Argüello. Es el director deportivo del centro Geovillage en Olbia, Italia.

## Torneos ATP (9; 9+0)

### Individuales (9)

#### Títulos
| Leyenda                |
| Grand Slam (0)         |
| Tennis Masters Cup (0) |
| ATP Masters Series (0) |
| ATP Tour (9)           |

| N.º | Fecha                    | Torneo       | Superficie    | Oponente en la final | Resultado   |
| --- | ------------------------ | ------------ | ------------- | -------------------- | ----------- |
| 1.  | 4 de mayo de 1987        | Múnich       | Tierra batida | Marian Vajda         | 6-3 7-6     |
| 2.  | 15 de junio de 1987      | Atenas       | Tierra batida | Tore Meinecke        | 6-2 6-3     |
| 3.  | 16 de noviembre de 1987  | Buenos Aires | Tierra batida | Jay Berger           | 3-2 RET     |
| 4.  | 2 de mayo de 1988        | Múnich       | Tierra batida | Jonas Svensson       | 7-5 6-3     |
| 5.  | 25 de septiembre de 1989 | Palermo      | Tierra batida | Paolo Cane           | 6-1 6-4     |
| 6.  | 20 de agosto de 1990     | San Marino   | Tierra batida | Omar Camporese       | 6-3 6-3     |
| 7.  | 29 de julio de 1991      | San Marino   | Tierra batida | Frederic Fontang     | 6-3 6-1     |
| 8.  | 16 de marzo de 1992      | Casablanca   | Tierra batida | Germán López         | 2-6 7-5 6-3 |
| 9.  | 15 de marzo de 1993      | Casablanca   | Tierra batida | Younes El Aynaoui    | 6-4 6-3     |

#### Finalista (11)
| Leyenda                |
| Grand Slam (0)         |
| Tennis Masters Cup (0) |
| ATP Masters Series (1) |
| ATP Tour (10)          |

| N.º | Fecha                    | Torneo       | Superficie    | Oponente en la final   | Resultado           |
| --- | ------------------------ | ------------ | ------------- | ---------------------- | ------------------- |
| 1.  | 27 de julio de 1987      | Hilversum    | Tierra batida | Miloslav Mecir         | 4-6 6-1 3-6 2-6     |
| 2.  | 9 de mayo de 1988        | Roma         | Tierra batida | Ivan Lendl             | 6-2 4-6 2-6 6-4 4-6 |
| 3.  | 25 de julio de 1988      | Hilversum    | Tierra batida | Emilio Sánchez Vicario | 3-6 1-6 6-3 3-6     |
| 4.  | 8 de agosto de 1988      | Praga        | Tierra batida | Thomas Muster          | 4-6 7-5 2-6         |
| 5.  | 7 de noviembre de 1988   | Buenos Aires | Tierra batida | Javier Sánchez Vicario | 2-6 6-7             |
| 6.  | 11 de septiembre de 1989 | Ginebra      | Tierra batida | Marc Rosset            | 4-6 5-7             |
| 7.  | 5 de marzo de 1990       | Casablanca   | Tierra batida | Thomas Muster          | 1-6 7-6 2-6         |
| 8.  | 9 de abril de 1990       | Barcelona    | Tierra batida | Andrés Gómez           | 0-6 6-7 6-3 6-0 2-6 |
| 9.  | 16 de julio de 1990      | Stuttgart    | Tierra batida | Goran Ivanišević       | 7-6 1-6 4-6 6-7     |
| 10. | 29 de abril de 1991      | Múnich       | Tierra batida | Magnus Gustafsson      | 6-3 3-6 3-4 RET     |
| 11. | 15 de junio de 1992      | Génova       | Tierra batida | Andrei Medvedev        | 3-6 4-6             |

#### Clasificación en torneos del Grand Slam
| Torneo               | 1996 | 1995 | 1994 | 1993 | 1992 | 1991 | 1990 | 1989 | 1988 | 1987 | Títulos |
| -------------------- | ---- | ---- | ---- | ---- | ---- | ---- | ---- | ---- | ---- | ---- | ------- |
| Abierto de Australia | -    | -    | -    | -    | -    | -    | -    | -    | -    | -    | 0       |
| Roland Garros        | 1r   | -    | -    | 1r   | 1r   | 1r   | 4r   | 4r   | CF   | 1r   | 0       |
| Wimbledon            | -    | -    | -    | -    | -    | -    | -    | -    | -    | -    | 0       |
| US Open              | -    | -    | -    | -    | -    | -    | -    | 1r   | 3r   | -    | 0       |
| Tennis Masters Cup   | -    | -    | -    | -    | -    | -    | -    | -    | -    | -    | 0       |

### Dobles (0)

#### Finalista (3)
| Leyenda                |
| Grand Slam (0)         |
| Tennis Masters Cup (0) |
| ATP Masters Series (0) |
| ATP Tour (3)           |

| N.º | Fecha                    | Torneo    | Superficie    | Pareja            | Oponente en la final                | Resultado |
| --- | ------------------------ | --------- | ------------- | ----------------- | ----------------------------------- | --------- |
| 1.  | 25 de julio de 1988      | Hilversum | Tierra batida | Magnus Gustafsson | Sergio Casal Emilio Sánchez Vicario | 6-7 3-6   |
| 2.  | 19 de septiembre de 1988 | Ginebra   | Tierra batida | Gustavo Luza      | Mansour Bahrami Tomáš Šmíd          | 4-6 3-6   |
| 2.  | 11 de septiembre de 1989 | Ginebra   | Tierra batida | Mansour Bahrami   | Andrés Gómez Alberto Mancini        | 3-6 5-7   |